# 皮塔省
皮塔省是西非國家畿內亞的33個省之一，位於該國中部，由馬木大區負責管轄，首府設於皮塔，北臨萊盧馬省和拉貝省，東接達拉巴省，南毗金迪亞省，西鄰泰利梅萊省，面積4,320平方公里，人口約266,000。